# مدفع رشاش خفيف

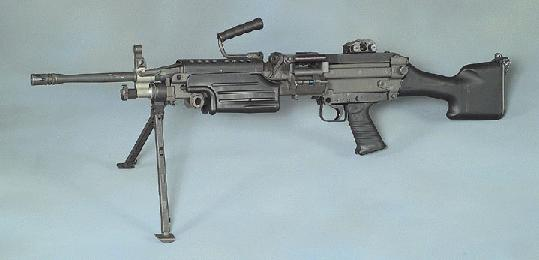
مدفع رشاش خفيف من نوع إم 249.

المدفع الرشاش الخفيف أخترعه الأمريكي هيرام مكسيم (بالإنجليزية: Hiram Maxim) عام 1883، وحصل على براءة الاختراع بعدها بعامين، تم تصميمه لاستخدامه من قبل جندي واحد، مع أو بدون مساعد، كسلاح دعم المشاة. شارك المدفع الرشاش في عدة حروب منها حرب المستعمرات في جنوب أفريقيا، وحرب روسيا واليابان في الفترة من 1904 إلى 1905، وكان أحد أسباب التفوق في تلك الحروب، أما في الحرب العالمية الاولى فتم استخدام المدفع الرشاش بعدة انواعه أنذاك مثل المجهزة بدواليب، أو بحامل ثلاثي الأرجل، أو المزودة بحوامل ثنائية الأرجل، وبعد انتهاء الحرب أصبح المدفع الرشاشة أيقونة وسلاحاً اساسياً من أسلحة القتال لأي حرب قادمة. يوفر المدفع الرشاش في الوقت الحالي، نيرانا مستمرة، وبمعدل عالٍ من الطلقات، ضد الأفراد والأهداف غير المدرعة. يدخل المدفع الرشاش ضمن تسليح معظم قوات المشاة في مختلف الجيوش، فمن ضمن تسليح الجيش الروسي الرشاش RPK 74 MG، ومن أسلحة القوات الأمريكية، الرشاش M249 SAW. تتميز معظم المدافع الرشاشة بسهولة تغيير السبطانة في الميدان، وينتج عادة كلّ مدفع منها ومعه سبطانة احتياطية واحدة على الأقل أو أكثر، وبذلك يمكن استخدام الرشاش بكثافة إلى أن ترتفع درجة حرارة السبطانة، فتستبدل بالاحتياطية، ريثما تبرد الأصلية. تغذى معظم الرشاشات الخفيفة بواسطة شريط من الطلقات، وتراوح سعة شريط 100 إلى 250 طلقة، سعة الخزينة تراوح من 30 إلى 45 طلقة للخزينة الصندوقية، ومن 50 إلى 100 طلقة للخزينة المستديرة.
انتج الاتحاد السوفيتي السابق الرشاش الخفيف RPK 74 كسلاح للمشاة، يستخدم الذخيرة من العيار 5.45 * 39 مم متوافق مع البندقية الالية AK74 وقد دخل هذا الرشاش الخدمة عام 1970 ولازال قيد الاستخدام في القوات البرية الروسية وأكثر من 50 دولة أخرى.